# Allonothrus indicus
Allonothrus indicus är en kvalsterart som beskrevs av Bhaduri och Dinendra Raychaudhuri 1968. Allonothrus indicus ingår i släktet Allonothrus och familjen Trhypochthoniidae. Inga underarter finns listade i Catalogue of Life.